# 松本仁一
松本 仁一（まつもと じんいち、1942年12月7日 - ）は、日本のジャーナリスト。日本におけるアフリカ報道の第一人者。
長野県更級郡稲荷山町（現千曲市）生まれ。東京大学法学部卒。1968年朝日新聞社入社。1982年ナイロビ支局長。1990年中東アフリカ総局長としてカイロに駐在。1993年から2007年まで編集委員。1994年ボーン・上田記念国際記者賞、1997年『アフリカで寝る』で日本エッセイスト・クラブ賞受賞、2002年『テロリストの軌跡』で日本新聞協会賞受賞。

## 著書
- 空はアフリカ色 朝日新聞社 1987.5
- アパルトヘイトの白人たち すずさわ書店 1989.7
- ユダヤ人とパレスチナ人 朝日新聞社 1995.2
- アフリカで寝る 朝日新聞社 1996.10 のち文庫
- アフリカを食べる 朝日新聞社 1996.2 のち文庫
- カラシニコフ 朝日新聞社 2004.7  のち文庫
- カラシニコフ 2 朝日新聞社 2006.5  のち文庫
- アフリカ・レポート 壊れる国、生きる人々 2008.8 (岩波新書)

## 参考
- 著書の紹介文